# Binh pháp Mặc công
Binh pháp Mặc công (tiếng Trung: 墨攻; Hán-Việt: Mặc công) là một bộ phim sử thi võ thuật Hồng Kông năm 2006 dựa theo dựa trên tiểu thuyết lịch sử Nhật Bản (Rōmaji title: Bokkō or Bokukō; lit. "Mohist Attack") của tác giả Kenichi Sakemi, cũng như loạt manga series Bokko của Hideki Mori. Đạo diễn Trương Chi Lượng, phim có sự tham gia của Lưu Đức Hoa, Phạm Băng Băng, Ngô Kỳ Long, Choi Shi Won và Ahn Sung Kee. Đây là một sự hợp tác giữa Hoa Lục, Hồng Kông, Nhật Bản và Hàn Quốc.

## Nội dung
Năm 370 TCN (giai đoạn đầu thời Chiến quốc), Triệu quốc cử đại tướng Hạng Yên Trung (Xiang Yanzhong) làm thống soái 10 vạn quân chinh phạt nước Yên. Muốn đánh diệt nước Yên phải chiếm được Lương quốc, một nước nhỏ cỡ vài trăm dặm án ngữ cửa ngõ vào Yên. Lương vương cho mời Mặc gia Cách Ly (Ge Li) - một môn đệ của Mặc Tử, bôn ba khắp nơi đến giúp. Thiếu nữ Dật Duyệt (Yi Yue) ở Lương quốc thầm yêu và giúp đỡ cho Cách Ly. Thái tử Lương Thiếc (Liang Shi) lúc đầu bất mãn, về sau cũng mến mộ tài năng của Cách Ly.
Tình thế thay đổi, Triệu quốc bị nước Tề đánh úp, Yên Trung được lệnh đem quân về cứu nước Triệu nhưng lòng y không cam tâm mang tiếng tướng bại trận. Đại binh nước Triệu lui về, riêng Yên Trung bí mật ém lại 5000 tướng sĩ giỏi nhất tìm thời cơ lợi dụng sự chủ quan, mất cảnh giác của Lương thành để bất ngờ phản công.

## Diễn viên
- Lưu Đức Hoa vai Mặc gia Cách Ly
- Phạm Băng Băng vai Dật Duyệt
- Choi Shi Won vai Lương Thiếc, thái tử nước Lương
- Ngô Kỳ Long vai Tử Đoan, thủ lĩnh cung thủ nước Lương
- Ahn Sung-ki vai Hạng Yên Trung, Đại tướng nước Triệu